# Compacta
Compacta é um gênero de mariposa pertencente à família Crambidae.

## Espécies
- C. capitalis  (Grote, 1881)
- C. hirtalis  (Guenée, 1854)
- C. hirtaloidalis  (Dyar, 1912)
- C. nigrolinealis  (Warren, 1892)